# Patrick-Paul Schwarzacher-Joyce
Patrick-Paul Schwarzacher-Joyce, kurz Paul(us) Schwarzacher (* 5. Juli 1972 in London, Vereinigtes Königreich) ist ein ehemaliger Alpiner Skiläufer, der für Irland an drei Skiweltmeisterschaften und zwei Olympischen Winterspielen teilnahm.

## Karriere
Schwarzacher-Joyce wurde 1972 als Sohn eines österreichischen Vaters und einer irischen Mutter in London geboren. Er wuchs im Winter in St. Anton am Arlberg auf, wo er das Skifahren erlernte und heute lebt. Im Alpinen Skiweltcup startete Schwarzacher-Joyce ab 1997, fast ausschließlich in den schnellen Disziplinen Abfahrt und Super-G. Er bewältigte viele der klassischen Weltcuppisten wie die Saslong in Gröden, die Lauberhornabfahrt oder die Kitzbüheler Streif – wenn auch oft als Langsamster. Sein bestes Ergebnis erreichte er 1999 mit Platz 15 in der Hahnenkamm-Kombination, erhielt aber wegen zu großem Zeitrückstand keine Weltcuppunkte.
Bei den Alpinen Skiweltmeisterschaften 1997 startete Schwarzacher-Joyce in allen fünf Disziplinen und schaffte sein bestes Ergebnis in der Kombination mit Rang 25. Zwei Jahre später bei den Weltmeisterschaften 1999 in Vail konzentrierte er sich auf Abfahrt und Super-G sowie die Alpine Kombination. 2001 in St. Anton durfte Schwarzacher-Joyce nicht in den schnellen Disziplinen starten, so blieb es bei einem Einsatz im Riesenslalom.
Patrick-Paul Schwarzacher-Joyce war Mitglied der irischen Mannschaft bei den Olympischen Winterspielen von 1998 in Nagano sowie 2002 in Salt Lake City. In Nagano startete er in der Abfahrt sowie in der Kombination, die er auf den Plätzen 27 und 15 beendete. 2002 bestritt Schwarzacher-Joyce neben Abfahrt und Kombination auch den Super-G, seine Ergebnisse blieben jedoch hinter denen von 1998 zurück. Nach den Olympischen Spielen beendete er seine internationale Ski-Karriere.
Als Standbein für das spätere Berufsleben schloss Schwarzacher ein Studium der Sportwissenschaften mit dem Magister-Grad ab. 2002 und 2003 arbeitete er als Skitrainer in Liechtenstein und begann danach als Konditionstrainer im Österreichischen Skiverband. Seit 2008 ist er Techniktrainer der österreichischen Herren-Weltcupmannschaft. Privat ist Schwarzacher weiterhin als Extrem-Skiläufer aktiv. So gewann er 2011 zum neunten Mal das Skirennen „Weißer Rausch“ über 1.500 Höhenmeter von der Valluga nach St. Anton.

## Sportliche Erfolge

### Olympische Winterspiele
- Nagano 1998: 15. Kombination, 27. Abfahrt
- Salt Lake City 2002: 33. Super-G, 53. Abfahrt, Ausfall Kombination

### Weltmeisterschaften
- Sestriere 1999: 25. Kombination, 39. Abfahrt, 39. Riesentorlauf, Ausfall Super-G und Slalom
- Vail 1999: 22. Kombination, 36. Abfahrt, 42. Super-G
- St. Anton 2001: 37. Riesentorlauf

### Weltcup
- ein 15. Platz (Kombination in Kitzbühel 1999)